# Kínzás

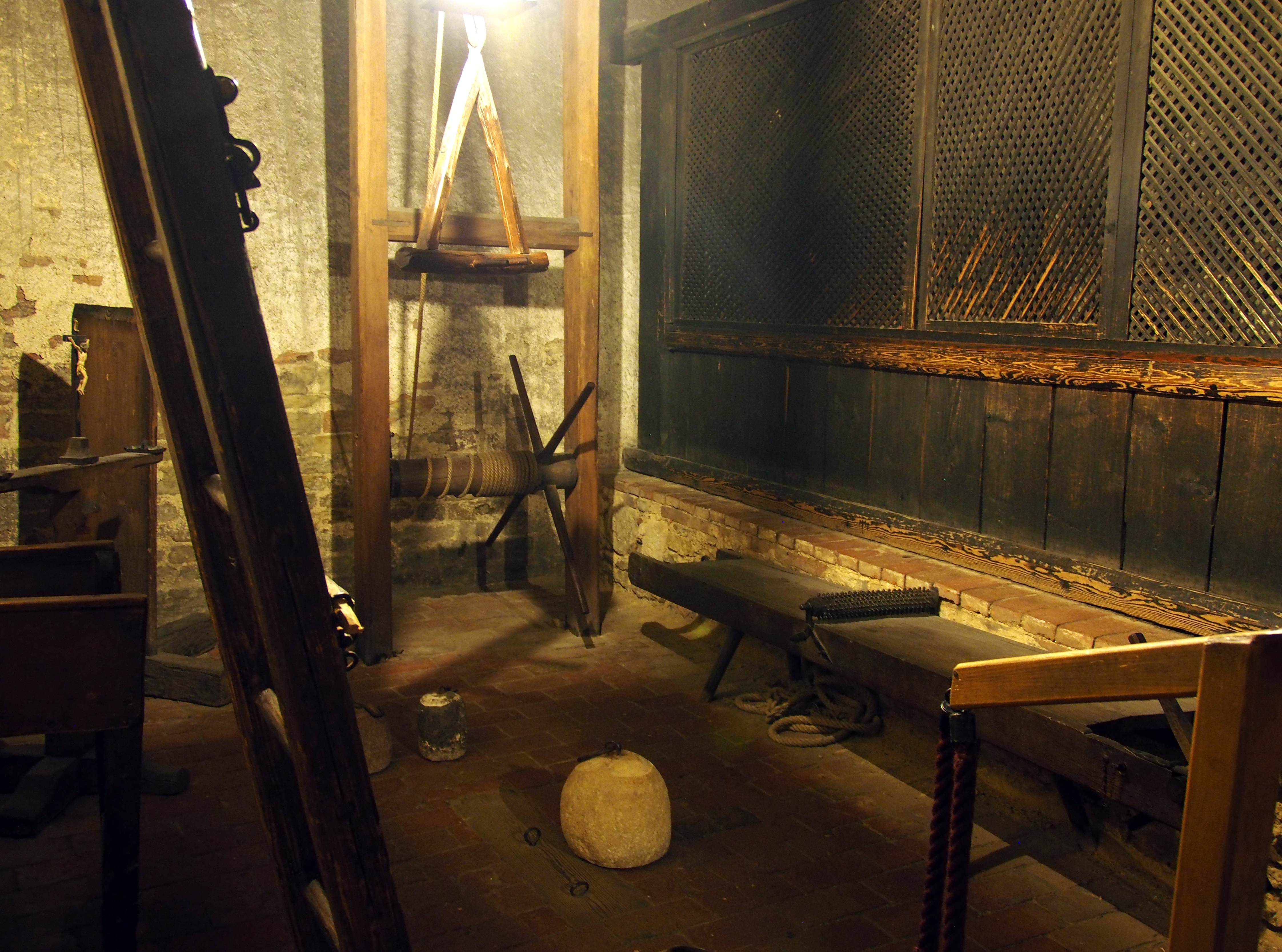
Kínzókamra a regensburgi régi városházán

A kínzás egy nemzetközi bűncselekmény, amely fizikai visszaélésben nyilvánul meg, többnyire vallomás kicsikarása érdekében.
A magyar Büntető Törvénykönyv kényszervallatásnak nevezi ezt a bűncselekményt.

## Története
A gyanúsított beismerő vallomása egykor a büntető eljárási jogokban az elítéléséhez elegendő bizonyítéknak számított. Ebből következően a tortúra legális bizonyítékszerző tevékenységnek számított. A kínzás – kínvallatás – kifejezés a latin torqure (csavarni, tekerni) szóból származik, és eredetileg az ókortól kezdődően bűncselekmény gyanúja esetén a beismerő vallomás, mint legfőbb bizonyíték megszerzése érdekében alkalmazott testi vagy lelki szenvedést okozó módszer.
A kínvallatást (latinul tortura, quaestio), a Pallas nagy lexikona az emberi elme legnagyobb tévedésének egyikeként minősítette. Évezredek óta kínoznak foglyul ejtett embereket valamilyen vallomás, vagy nyilatkozat kicsikarása érdekében. A középkorban különösen hírhedtté vált az inkvizíció a kínvallatás kiterjedt alkalmazása miatt. A legmegbízhatóbb bizonyítékot a vádlott beismerésében ismerték fel, amelyet azért a bizonyítékok királynéjának (regina probationum) neveztek. A főtörekvés azért arra irányult, hogy a vádlott beismerő vallomást tegyen, a beismerésre bírják, arra, ha másképpen nem lehet, kínzással kényszeríttessék. A középkor kriminalistáinak figyelmét megfoghatatlan módon kikerülte az, hogy a kicsikart beismerés semmit sem bizonyít. „Akaratunk cselekményei mindig a forrásukat képező érzéki benyomások erejétől függnek; az ember érzékenysége pedig korlátolt. Azért a fájdalom hatása oly fokot érhet el, hogy az egész akaratot lefoglalván, a kínzottnak nem enged más választást, minthogy a szenvedéstől a pillanatnyi körülmények között kínálkozó legrövidebb úton meneküljön” (Cesare Beccaria). Különösen hírhedtté vált az inkvizíció a kínvallatás kiterjedt alkalmazása miatt. A főindokon kívül – beismerő vallomásra való kényszerítés – a kínvallatást alkalmazták azért is, mert vádlott vallomásaiban ellentmondásokba keveredett; a bűntársaknak felfedezése végett; vagy azért, hogy kitudódjék, vajon a vádlott nem követett-e el még más bűncselekményt is, mint amely miatt vádolva van. A kínvallatás alkalmazása egész tudományt képezett; kezdődött a kínvallatással való fenyegetéssel (territio realis) stb. A későbbi időkben alkalmazása csak azokra az esetekre volt korlátolva, melyekben a vádlottat oly súlyú gyanú terhelte, mely napjainkban elítélésére elegendő alapot képezne; mert a kornak felfogása szerint a beismerést más bizonyítékok nem pótolhatják. Az igazságot, hogy a kicsikart beismerés nem bizonyít, annyiban ismerték fel, hogy a kínpadon tett beismerés csak úgy volt érvényes, s csak úgy bizonyított, ha azt a kínvallatás megszűntével a terhelt eskü alatt megerősítette. Csakhogy a terheltnek, ha a beismerést meg nem erősíti, a kínvallatás ismétlését helyezték kilátásba. Maró gúnnyal, de találóan Beccaria a kínvallatásban egyfajta matematikai feladványt látott: „adatván egy ártatlan ember inainak ereje és idegeinek érzékenysége, számíttassék ki, mily fokú fájdalom fogja őt egy adott bűncselekmény bevallására bírni”. A kínvallatásoknak Mária Terézia vetett véget, aki azt előbb korlátozta, 1768-ban pedig végleg betiltotta. Ezt később országos törvény is megerősítette (1791. XLII. t.-c.). A magyar btkv 477. §-a szerint: „Öt évig terjedhető börtönnel büntetendő a közhivatalnok, aki azon célból, hogy a vádlottól, tanútól vagy szakértőtől vallomást vagy nyilatkozatot csikarjon ki, ezek valamelyike ellen bármily törvényellenes kényszereszközt alkalmaz v. alkalmaztat”. Hazánkban Werbőczy Hármaskönyve III. Rész 20. címe szerint: a nemeseket a bűntett helyén kívül (extra delicti locum) kínvallatásnak alávetni nem volt szabad. Az Előszó 16. címe 4. §-a szerint pedig kínvallatásnak csak az ellen lehetett helye, akit tanúk vagy más bizonyítékok alapján a bűnösségnek nyomatékos gyanúja terhelt. Kitonich Directio Methodicájában (Cap. 6. quantio 8.) részletesen ismertette a korabeli hazai gyakorlatot.